# Ewoks: The Battle for Endor
Ewoks: The Battle for Endor  (bra: Ewoks - A Batalha de Endor; prt: Star Wars: Uma Aventura Ewoks - A Conquista de Endor) é um filme estadunidense, do ano de 1985, dos gêneros ficção científica e aventura, dirigido por Jim Wheat.

## Enredo
Quando um grupo de saqueadores, liderados pelo rei Terak e a bruxa Charal, invadem a vila dos ewoks, estes tem que se aliar a Teek e Noa para lutarem contra os invasores.

## Elenco
- Warwick Davis como Wicket W. Warrick
- Aubree Miller como Cindel Towani
- Wilford Brimley como Noa Briqualon
- Carel Struycken como Terak
- Siân Phillips como Charal
  - Marianne Horine como Jovem Witch
- Niki Botelho como Teek
- Paul Gleason como Jeremitt Towani
- Eric Walker  como Mace Towani
- Daniel Fishman como Deej Warrick
- Tony Cox como Widdle "Willy" Warrick
- Pam Grizz como Shodu Warrick
- Roger Johnson como Lieutenant
- Michael Pritchard como Jogador de Cartas #1
- Johnny Weissmuller Jr como Jogador de Cartas #2
- Matthew Roloff como Ewoki com Muletas

## Premiações
- Indicado

Emmy Awards[carece de fontes?]
Categoria Programa Excepcional para Crianças George Lucas e Thomas G. Smith
Categoria Melhor Mixagem de Som Tom Johnson e Randy Thom
- Ganhou

Emmy Awards[carece de fontes?]
Categoria Efeitos Visuais Especiais Extraordinários Michael J. McAlister